# Oenothera sinuosa
Oenothera sinuosa är en dunörtsväxtart som beskrevs av Warren Lambert Wagner och Hoch. Oenothera sinuosa ingår i släktet nattljussläktet, och familjen dunörtsväxter. Inga underarter finns listade i Catalogue of Life.

## Bildgalleri

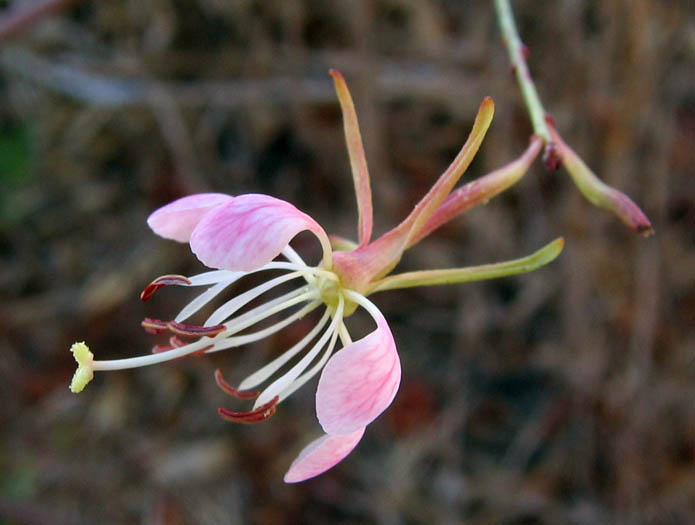
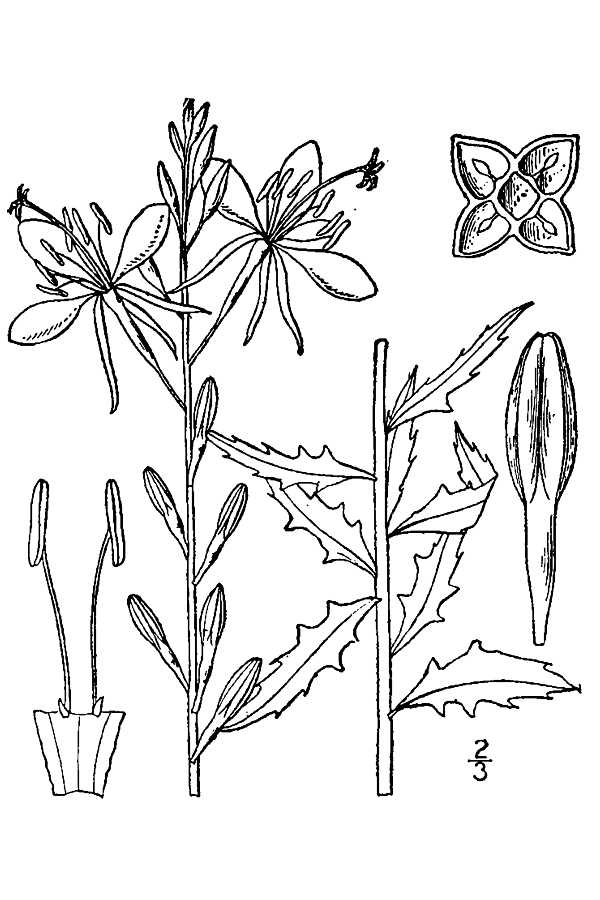